# Studebaker Light Six
La Light Six è un'autovettura costruita dalla Studebaker dal 1918 al 1927.

## La Studebaker Standard Six
Nell'agosto del 1924 la vettura fu rinominata Studebaker Standard Six. Il modello fu quello meno costoso della gamma di vetture offerte dalla Studebaker. Fu disponibile in diverse versioni.

## La Studebaker Standard Six Dictator
Nel 1927 il modello fu rinominato nuovamente, questa volta fu chiamato Standard Six Dictator in preparazione al lancio nel 1928 della Studebaker Dictator.

## Specifiche della Standard Six
Qui sotto sono elencate le specifiche tecniche della Standard Six (dati del 1926):
- Colore - Blu e nero
- Posti a sedere – Cinque
- Passo – 2870 mm
- Ruote – In legno
- Gomme – 31” x 5.25”
- Freni di servizio - ad azionamento meccanico sul retrotreno
- Freno a mano – agente su un tamburo posto nella parte posteriore dell'albero di trasmissione
- Motore – Sei cilindri, verticale, valvole laterali;
- Lubricazione – forzata
- Albero a gomiti  – quattro supporti di banco
- Radiatore – tubolare
- Raffreddamento – con pompa
- Accensione – a batteria (che in questi anni stava progressivamente soppiantando i vecchi sistemi di accensione a magnete)
- Sistema di accensione – a due unità
- Frizione  – monodisco a secco
- Trasmissione – a manicotti scorrevoli di selezione
- Cambio – tre rapporti più la retromarcia
- Trasmissione del moto  – a coppia conica con dentatura elicoidale
- Asse posteriore – semi-oscillante (è un assale rigido dotato di accorgimenti che ne controllino le oscillazioni verticali e longitudinali, quindi non è rigido del tutto, ma appunto è semi-oscillante)
- Scatola guida  –  a vite senza fine

### Equipaggiamento standard
La vettura base includeva i seguenti componenti:
- Attrezzi
- Tachimetro
- Amperometro
- Clacson elettrico
- Dispositivo antifurto
- Sistema di pulizia del parabrezza
- Cerchioni rimovibili
- Luci di stop
- Alloggiamento per la ruota di scorta
- Specchietto retrovisore
- Specchietto di cortesia
- Bocchette di ventilazione
- Regolazione della luminosità delle luci anteriori
- Orologio
- Luci di cortesia

### Optional
- Freni sulle quattro ruote e ad azionamento idraulico